# Fulgurit

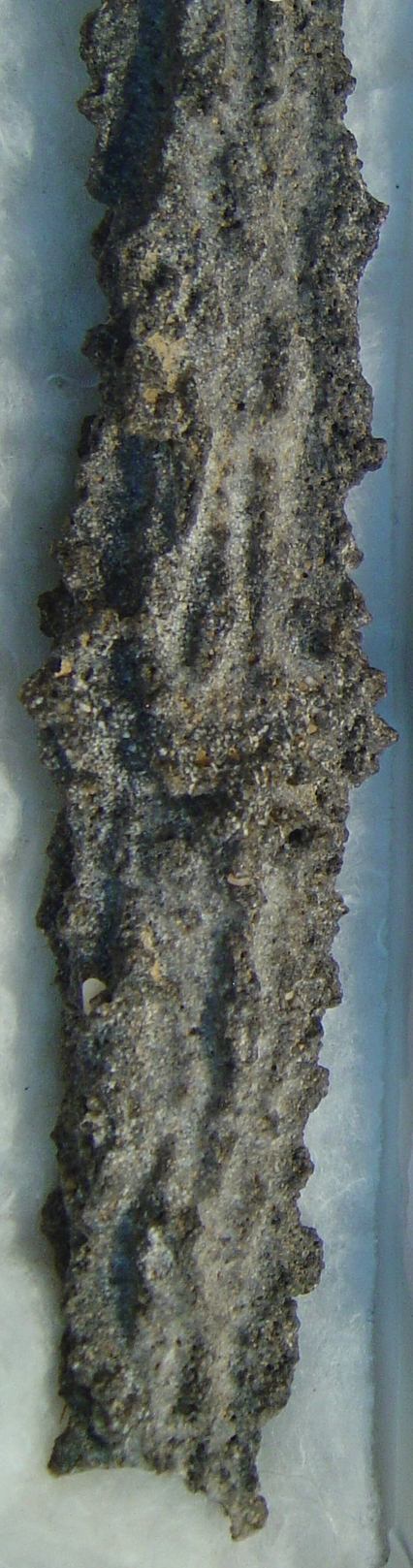
Fulgurit

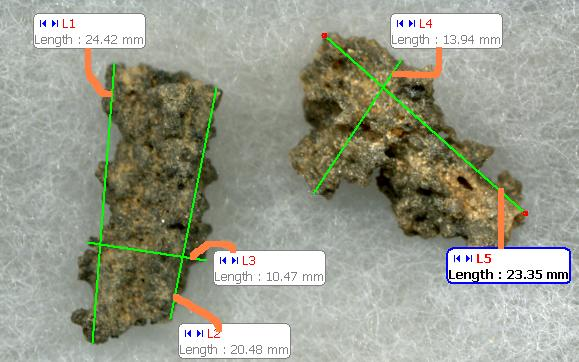
atributele metrice

Fulguritul (din latinescul fulgurul, adică fulger) sunt tuburi naturale, aglomerări sau mase de sol sinterizat, vitrificat și / sau topit, nisip, rocă, resturi organice și alte sedimente care se pot forma atunci când trăsnetul lovește pământul. Fulguritul sunt clasificate ca o fiind o varietate de mineraloide. Fulguritele nu au o compoziție fixă deoarece compoziția lor chimică este determinată de proprietățile fizice și chimice ale materialului lovit de fulger. Atunci când fulgerul lovește un substrat de împământare cu mai mult de 100 de milioane de volți (100 MV), energia se disipă rapid în pământ. Această sarcină se propagă rapid și vaporizează și topeste nisipul de quarț bogat în silice, amestecându-l cu sol, argilă sau alte sedimente. Aceast proces are drept rezultat formarea de tuburi goale și/sau ramificate sticloase, protocristaline, cruste, zguri și mase veziculare. Fulguritele sunt omoloage cu figurile lui Lichtenberg, care sunt modelele de ramificație produse pe suprafețele izolatoarilor în timpul defalcărilor dielectrice prin descărcări de înaltă tensiune, cum ar fi fulgere.